# Данишевский, Григорий Михайлович
Григорий Миха́йлович Данише́вский (декабрь 1890, Москва — 1971) — советский курортолог, климатолог. Первый директор Центрального института усовершенствования врачей с 1 декабря 1930 г. по 20 декабря 1931 г. Доктор медицинских наук (1934), профессор (1931).

## Биография
Сын Хаима Гиршовича Данюшевского (из Сморгони) и его жены Песи Ароновны.После окончания медицинского факультета Варшавского университета (1914) служил военным врачом. В 1918—1921 гг. состоял в Красной Армии на ответственных постах по военной санитарии, председатель Чрезвычайной комиссии по борьбе с сыпным тифом, зам. начальника Главсанупра Украины.
В 1920 г. вступил в члены ВКП(б). С 1921 г. — член Коллегии Наркомздрава Украины, директор одесских курортов.
С 1924 г. в Москве — организатор и первый директор курортной клиники Наркомздрава, преобразованной в 1926 г. по его инициативе в Центральный институт курортологии. С 1930 г. — первый директор Центрального института усовершенствования врачей, где заведовал первой в стране кафедрой курортологии. В 1934—1937 гг. — начальник высшего медобразования Наркомздрава РСФСР. Не считая многочисленных нагрузок, вёл активную партработу.
Интенсивная научная деятельность врача и ученого Г. М. Данишевского была прервана в 1937 году. Его арестовали по делу «врачей-отравителей», связанному с обвинением в убийстве Горького, а также, якобы, за проведение «шпионской работы в пользу французской разведки». Долгих 15 лет провёл он в лагерях и ссылке, работая врачом на Севере (Печорлаг).
Его соратниками и помощниками были многие врачи, как заключенные, так и вольнонаемные, находившиеся одновременно с ним в Коми АССР. В то же время репрессированный ученый, не имея возможности полноценно заниматься наукой, был вынужден в научно-популярной форме в передачах по местному радио, в практических рекомендациях и газетных статьях изложить фундаментальные научные взгляды и выводы об авитаминозе на Севере, его причинах и мерах борьбы с ним. По инициативе Г. М. Данишевского в составе научно-исследовательской базы санитарного отдела Печорстроя созданы отделение медицинской климатологии, витаминно-пищевая лаборатория, музей северной медицины и подобрана неплохая медицинская библиотека. Главной темой его научных исследований в послевоенный период стала акклиматизация человека на Севере. В 1950—1960-х гг. руководил разработкой вопросов климатопатологии сердечно-сосудистых заболеваний в Институте терапии АМН СССР. Научные труды Данишевского Г. М. посвящены различным проблемам курортологии, медицинской климатологии.
В 1956 году Г. М. Данишевский был реабилитирован и смог вернуться в большую науку, стал председателем Учёного медицинского совета Наркомздрава СССР, ответственным редактором раздела Большой советской энциклопедии, автором ещё более 50 научных трудов.
|
Всего Григорий Михайлович написал более 150 научных работ, причём большая часть из них появилась в результате медицинских исследований, которые он вёл на Севере. Значительными результатами его деятельности также является создание в Печоре крупного медицинского центра в виде железнодорожной больницы, спланированной им на уровне современной медицины.
Скончался в 1971 году. Похоронен на Введенском кладбище, участок 21.
Публикации:
Основы курортологии. Т. 1 / Гос. центр. ин-т куророртологии; под общ. ред. М. П. Кончаловского, Г. М. Данишевского. — Москва : Государственное медицинское издательство, 1932. — 466, [1] с.: ил., карты
Патология человека и профилактика заболеваний на Севере / Г. М. Данишевский. — Москва : Медицина, 1968. — 411, [1] с. : рис., табл.

## Семья
Брат — Данишевский, Иван Михайлович;
Внук — Кожевников Дмитрий Александрович.